# Câineni-Băi
Câineni-Băi – wieś w Rumunii, w okręgu Braiła, w gminie Vișani. W 2011 roku liczyła 443 mieszkańców.